# إيرين برغر
إيرين برغر (بالإنجليزية: Erin Burger) هي لاعبة كرة الشبكة جنوب أفريقية، ولدت في 10 فبراير 1987.

## وصلات خارجية
- إيرين برغر على موقع اتحاد ألعاب الكومنولث (مؤرشف) (الإنجليزية)